# My Michelle
My Michelle er det syvende nummer på det amerikanske Hard Rock band Guns N' Roses' debutalbum Appetite for Destruction.
Sangen handler om en pige ved navn Michelle Young, som var en ven af bandet. Slash har kendt Young gennem hele Junior High, fordi hun tilfældigvis var Slash's første kærestes veninde. Ifølge Axl, sad han og Young sammen i en bil, da "Your Song" af Elton John blev spillet i radioen og Michelle "tilfældigvis" nævnte, at hun altid havde ønsket sig, at nogen ville skrive en sang om hende.
Axl's første forsøg på at skrive en sang var en sød og næsten romantisk sang, men den havde absolut intet at gøre med Michelles virkelige liv. Han var utilfreds med denne version og omskrev den til en sang, der var helt ærlig om hendes liv. Flere af bandets medlemmer, især Slash, udtrykte bekymring for denne version, og frygtede at den ville gære Young ked af det, fordi den var for ligefrem. Axl begyndte selv at tøve, men besluttede til sidst at vise den til hende. Det viste sig, at hun elskede sangen og den opmærksomhed hun fik. Hun var især tilfreds med sangens ærlighed, især med hensyn til hendes stofmisbrug, hendes mors død og hendes fars arbejde i pornoindustrien.
Young har i et interview sagt: "Sangen My Michelle handler om mig. Jeg kørte Axl til en koncert og "Your Song" af Elton John blev spillet i radioen. Jeg sagde til Axl, at jeg ville ønskede nogen ville skrive en smuk sang om mig... På det tidspunkt var jeg ligeglad (med teksten, der kom ud af det), fordi jeg var så fucked up, men hvad der bliver sagt (i sangen) er sandt, Min far distribuerer pornofilm og min mor er død." 
Ifølge Slash's selvbiografi, lykkedes for Michelle at blive clean og flytte til den anden ende af landet for at undslippe sin skrækkelige livsstil.